# Відьомські культи в Західній Європі
Відьомські культи в Західній Європі (англ. The Witch-Cult in Western Europe) — антропологічна книга Маргарет Мюррей, опублікована 1921 року на піку успіху книги «Золота гілка» антропологом Джеймсом Джорджем Фрейзером. Неодноразово згадувана у творах Г. Ф. Лавкрафта. Певні університетські кола відзначали Маргарет Мюррей як експерта західного чаклунства, хоча її теорії були широко дискредитовані. В період 1929-1968 рр. вона писала статтю "Чаклунство" в послідовних виданнях "Британської енциклопедії".
У 1962 р. "Відьомські культи в Західній Європі" перевидали у видавництві Оксфордського університету. Її теорія, також відома як "гіпотеза культу відьом", припускає, що звинувачення, висунуті на адресу "відьом" в Європі, насправді базувалися на реально існуючій язичницькій релігії, прихильники якої поклонялися рогатому богу.

## Огляд

### Тези
Теорія Мюррей, як вона пояснювала в цій книзі та подальшій книзі "Відьомський Бог" (1931), складається з наступних елементів:
- До XVII століття існувала релігія, набагато старша за християнство, яка мала прихильників по всій Західній Європі, як серед простих людей, так і серед вищих класів.
- Центральне місце в богослужінні посідав рогатий бог з двома обличчями, відомий римлянам як Янус або Діанус. (Цей культ був такого типу, який Джеймс Фрейзер докладно описав у «Золотій гілці»).
- Рогатий бог представляв цикл пір року і врожаїв. Вважалося, що він помер і періодично повертався до життя.
- На землі рогатого бога представляли обрані люди. Серед них були такі знаменитості, як Вільгельм II Рудий, Святий Томас Бекет, Жанна д'Арк та Жиль де Ре. Всі вони померли трагічною смертю як ритуальні жертви, щоб застрахувати воскресіння бога та оновлення Землі.
- У селах відьомські збори очолював рогатий бог. Християнські спостерігачі за цими подіями могли подумати, що відьми поклоняються дияволу, але насправді вони прославляли дохристиянського бога Діануса.
- Збереження цієї давньої релігії було доручено різноманітним корінним народам невеликого зросту, котрих виганяли зі своєї землі із кожним новим вторгненням. Це може пояснити історії про фей, гномів та інших "маленьких людей". Ці істоти були дуже сором'язливими, але змогли передати знання своєї релігії простим людям. Відьми були їхніми учнями, а отже і спадкоємцями давньої релігії.
- За словами Мюррей, місцеві ковени складалися із тринадцяти членів: дванадцяти звичайних чоловіків та жінок і голови. Всі члени повинні були відвідувати щотижневі зібрання (вони називалися "есбат") та бути присутніми на великих шабашах.
- ковени складалися з тринадцяти членів: дванадцяти звичайних чоловіків і жінок та офіцера. Усі члени повинні були проводити щотижневі збори (названі Мюрреєм "есбат") та відвідувати більші шабаші.
- У ковенах була сувора дисципліна, і той, хто пропустив зустріч, міг бути жорстоко покараний, а іноді і страчувався.
- Організація та структура були настільки хорошими, що християнству довелося чекати аж до Реформації, аби отримати владу над населенням. Потрібна була відверта атака на впливового суперника, і це сталося під час великих переслідувань відьом.

### Витоки
Гіпотезі про відьомський культ Мюррей передувала подібна ідея, запропонована німецьким професором Карлом Ернстом Ярке в 1828 році. Гіпотеза Яркке стверджувала, що жертвами ранньомодерних судів над відьмами були не невинні, що впали в істерію, а прихильники раніше невідомої загальноєвропейської дохристиянської релігії, переслідованої християнською церквою як конкуруючої релігії і, нарешті, загнаної в підпілля, де вона збереглась таємно, поки не виявилася у визнаннях звинувачених на судах над відьмами. Пізніше цю ідею підтримали німецький історик Франц Йозеф Моне та французький історик Жуль Мішле.  Наприкінці 19 століття варіації гіпотези культу відьом були прийняті двома американцями, Матильдою Джослін Гейдж та Чарльзом Леландом, останній з яких пропагував її у своїй книзі "Арадія, або Євангеліє відьом" 1899 року.

### Інтерпретація свідчень судів над відьмами
Мюррей була зацікавлена у приписуванні натуралістичних або релігійних чи церемоніальних пояснень деяким з найбільш фантастичних описів, що зустрічаються в ранньомодерних записах про судові справи над відьмами. Мюррей припустила, частково виходячи з роботи Джеймса Фрейзера в "Золотій гілці", що відьми, яких звинувачували на судах, поклонялися дохристиянському богу, пов'язаному з лісом та природним світом. Мюррей ідентифікувала цього бога як Януса (або Діануса, слідуючи запропонованій Фрейзером етимології), якого вона описала як "Рогатого Бога" нетрів, пояснюючи описи рогатого сатани, що надаються у зізнаннях суду над відьмами. Оскільки звинувачені у чаклунстві часто описували зустрічі відьом як сексуальні оргії із сатаною, вона припустила, що на кожному ковенському зібранні був присутній жрець чоловічої статі, який представляв Діануса, одягнений у роги та шкури тварин, який вступав у сексуальні акти з зібраними жінками. Далі Мюррей трактувала описи статевих зносин із Сатаною як холодні та болючі, що означає, що жрець часто використовував штучні знаряддя для відьом, коли він занадто виснажувався, щоб продовжувати. На відміну від більшості сучасних форм релігійного чаклунства, концепція Мюррей про відьомський культ була суворо патріархальною. Згідно з її гіпотезою, відьми поклонялись одному богу, і хоча жіноча фігура у ролі, відомій як "Діва", могла бути присутня на зборах ковенів, Мюррей не вважала, що вона представляє богиню. Таким чином, гіпотеза Мюррей, яка базувалася насамперед на її інтерпретаціях записів про суди над відьмами, сильно відрізняється від віри Леланда в культ відьом, зосереджений на богині, Діані та Арадії, що походить зі ймовірних італійських народних практик.
Одним із ключових аспектів гіпотези про відьомський культ Мюррей, пізніше прийнятої язичницькою організацією Вікка, була ідея, що не тільки історичні розповіді про відьом базуються на правді, а й відьми спочатку були задіяні в доброзичливих діях, пов'язаних з родючістю, а не у зловмисних прокляттях і лайках, як традиційно зображають. Вивчаючи свідчення з ранньомодерних судів над відьмами, Мюррей зіткнулася з численними прикладами видів проклять і нечестивих дій, у яких зізналися звинувачені. Прагнучи вписати їх у рамки, в яких описи чаклунства мали як природне, так і язичницько-релігійне пояснення, Мюррей стверджувала, що ці зловмисні дії насправді були викривленими інтерпретаціями доброзичливих дій, змінених або під примусом під час судових процесів, або самими практикуючими, які з роками забули або змінили початковий намір своїх практик. Наприклад, Мюррей інтерпретувала визнання Ізабель Ґоуді в проклятті фермерського поля, випустивши жабу, що тягнула за собою мініатюрний плуг, не як прокляття поля, як заявила Ґоуді, а засіб забезпечення родючості. Мюррей казала, що ці вчинки були "неправильно зрозумілі реєстраторами і, можливо, самими відьмами".
За допомогою таких інтерпретацій Мюррей вперше створила ідею відьми як практикуючої "доброї" магії та релігійних обрядів для забезпечення родючості людей та землі. Це суперечило всім попереднім уявленням про те, чим було чаклунство в історії та фольклорі - навіть варіант гіпотези Леланда про  відьомський культ Арадії зображував відьом не зовсім доброзичливими, а скоріше революційними фігурами, які за допомогою прокляття та чорної магії мстилися їхнім ворогам, вищим класам і католицькій церкві.
Мюррей поєднала свідчення кількох судів над відьмами, щоб прийти до висновку, що відьми збиралися чотири рази на рік на зборах ковена або "шабашах". Вона також використала одні свідчення, щоб дійти висновку, що ковени, як правило, складалися з 13 відьом на чолі із жерцем чоловічої статі, який одягався у шкури тварин, роги та черевики у формі копит, щоб позначити його авторитет (передбачається, що цей наряд є поясненням описів сатани звинувачених відьом). За словами Мюррей, традиційна назва ковенських зборів, "шабаш", походить від s'esbattre, що означає " веселитися ". Більшість істориків не погоджуються, стверджуючи натомість, що організатори судових процесів над відьмами прийняли терміни, переважно пов'язані з Юдаїзмом, включаючи "шабаш" (або "шабат"), щоб дискредитувати відьом так само, як і євреїв, яких також дуже зневажали в загальноєвропейській культурі в цей період. Справді, в багатьох судових справах відьом використовувалось не лише слово "шабаш", а й "синагога " стосовно зібрань відьом.

## Відгуки
Ідея культу відьом, який до раннього нового часу зумів вижити, була швидко відкинута істориками. З 1920-х років теорію Мюррей критикували Джордж Лінкольн Бурр, Х'ю Тревор-Ропер і нещодавно Кіт Томас. Більшість основних фольклористів, включаючи більшість сучасників Мюррей, не сприймали її гіпотезу серйозно. Замість того, щоб прийняти натуралістичне пояснення Мюррей магічних подвигів та ритуалів, приписуваних відьмам під час ранньомодерних випробувань, інші вчені стверджували, що весь випадок завжди був фіктивним і не вимагав натуралістичного пояснення. Деталі ритуалів та чаклунських практик, описані в протоколах судових розглядів, були просто винайдені жертвами тортур або погроз тортур на основі диявольських обрядів, про які очікувало почути духовенство того часу. Майже всі сучасники Мюррей вважали теорію відьомського культу некоректною і заснованою на псевдонауці. Сучасні вчені відзначають, що Мюррей виявляла надзвичайну вибірковість щодо доказів, які вона витягувала з судових висновків, віддаючи перевагу деталям, що підтверджують її теорію, і ігноруючи деталі, які явно не мали натуралістичного пояснення. Мюррей часто суперечила собі у власних книгах, посилаючись на розповіді в одному розділі як на доказ натуралістичних пояснень, використовуючи абсолютно ті самі уривки, щоб аргументувати протилежні позиції в наступному.
Однак кілька вчених стверджували, що, незважаючи на перебільшені твердження Мюррей, в її гіпотезі може бути частка правди. Арно Рун Берг зауважив у своїй книзі 1947 року "Відьми, демони та родючість" низку "звичайних" речей, які цитувалися в описах шабашу відьом. Це може свідчити про те, що насправді були зустрічі, які згодом під впливом уяви перетворились би на фантасмагорію.
Більшість сучасних дослідників історії чаклунства сходяться на думці, що дуже малоймовірно, щоб такий відьомський культ справді існував, або що цей культ чи релігія закінчились, оскільки християнська церква хотіла викорінити послідовників язичницької традиції. Один із цих сучасних критиків, соціальний антрополог Алан Макфарлейн розкритикував роботу Мюррей у своїй книзі " Звинувачення відьом в Ессексі", 1500-1600: Соціологічний аналіз. Він каже, що його головна критика на адресу роботи Мюррей полягає в тому, що вона використовувала всілякі речі з європейського фольклору, вириваючи їх із контексту, створюючи абсолютно неправильний образ європейського чаклунства. Він стверджував, що вона сприйняла те, у що люди вірили, як зображення того, що насправді сталося. Хоча у своїй книзі вона показала, як люди вірили у існування відьомського культу, вона не змогла показати, що таке було насправді. З власних досліджень чаклунства в Ессексі Макфарлейн дійшов висновку, що він не знайшов великої частини заяв, які вона висунула: не було знайдено слідів шабашу, ковену або демонічного пакту, за винятком, можливо, судів над відьмами 1645 року. У своєму дослідженні він не знайшов доказів існування підпільного язичницького культу, а також жодної організації людей, яких називали б відьмами. Так само Кіт Томас критикує Мюррей за її вибіркове використання доказів і те, що він називає "недоліками її історичного методу''.
Хоча більшість істориків кінця XX - початку XXI століття критично ставилися до ідей і методів Мюррей, дехто вважає її гіпотезу правдивою принаймні частково. Наприклад, Еммануель Ле Рой Ладурі стверджував, що, хоча більшість аргументів Мюррей були "майже безглуздими", він також вказав на відкриття Карло Гінзбургом в 1960-х італійських бенанданті, народних магів, які практикували магію проти чаклунства і самі були поставлені перед судом за нього, як доказ того, що принаймні в деяких випадках звинувачення організаторів суду над відьмами не ґрунтувалися повністю на панічній фантазії. Сам Гінзбург дистанціювався від гіпотези Мюррей, хоча він також стверджував, що бенанданти були продовженням дохристиянської шаманської традиції. Це його твердження також було критиковане іншими вченими за відсутність вагомих доказів.

## Вплив
Книга та сам автор неодноразово згадувалися у творах Г. Ф. Лавкрафта, зокрема, у оповіданні "Поклик Ктулху". У таких творах, як "Місячні болота" (1921), "Щури у стінах" (1923), "Свято" (1923), "Покинутий будинок" (1924), "Жах Ред Гука" (1925), "Поклик Ктулху" (1926) відчувається сильний вплив ідеї стародавніх панєвропейських культів, що "збереглися до наших днів і ховаються у покинутих церквах та будиночках Нової Англії, у густих болотистих лісах Ірландії та Луїзіани, у підвалах романських замків Британії чи то у віддалених поселеннях гренландських ескімосів".
Незважаючи на критику її роботи, Мюррей було запропоновано написати статтю про "чаклунство" для "Британської Енциклопедії"  1929 року, яка передруковувалася десятиліттями, а востаннє з'явилася у виданні 1969 року. Замість того, щоб написати статтю, яка відображала історичний консенсус щодо судів над відьмами, Мюррей скористалася можливістю просувати власну гіпотезу в Енциклопедії, подаючи її як факт. Це виявилося настільки впливовим, що, на думку фольклористки Жаклін Сімпсон, ідеї Мюррей «настільки закріпилися в поп-культурі, що, мабуть, ніколи не будуть викорені».
Ідея про "стародавню релігію" Чарльза Леланда та вцілілий язичницький культ Мюррей надихнули чаклунські рухи 20-го століття, головним чином Вікка, і сильно вплинули на таких письменників, як Роберт Грейвз, чия книга "Біла богиня" також вплинула на Вікку.
Вчені-феміністи також взяли на озброєння тезу Мюррей про переслідуваних відьом у Середньовічній Європі як прихильників релігії; не тієї, що зосереджується на Рогатому Богові, а скоріше культу Богині-Матері, який нібито виник у епоху палеоліту.

## Зовнішні посилання
- Повний текст "Відьомські культи в Західній Європі" в Інтернет-архіві